# 玉带镇
玉带镇曾是中国江苏省南京市六合区下属的一个镇。2012年8月玉带镇与长芦街道合并为新的长芦街道。玉带镇位于六合区东南部，面积49.42平方公里，总人口28922万人，下辖5个行政村和1个居委会。

## 行政区划
玉带镇下辖以下地区：
白玉社区、玉带村、小摆渡村、通江集村、新犁村和滨江村。